# Губарев, Вадим Юрьевич
Вадим Юрьевич Губарев (род. 22 ноября 1973 года) — советский и российский игрок в хоккей с мячом, нападающий.

## Карьера
Начал заниматься хоккеем с мячом в 1984 году в Кемерово в школе шахты «Северная».
С сезона 1989/90 — в «Кузбассе», за который выступал до 1995 года, составив атакующий тандем с Сергеем Тарасовым. По итогам сезона 1994/95 был включён в символическую сборную сезона.
В 1995—1998 годах защищал цвета иркутской «Сибсканы». В 1998 году стал серебряным призёром чемпионата России.
В 1998 году вернулся в «Кузбасс», выступая за команду до 2000 года.
С 2000 по 2002 год выступал за казанскую «Ракету».
В 2002 году перешёл в братский «Металлург» и в начале сезона закончил игровую карьеру из-за последствий серьёзной травмы.
В чемпионатах СССР/СНГ/России провёл 289 матчей, забил 146 мячей («Кузбасс» — 185, 108; «Сибскана» — 65, 24; «Ракета» — 39, 14).

## Достижения
Серебряный призёр чемпионата России: 1998

 Финалист Кубка России: 2002

 Бронзовый призёр Кубка России: 1999

 Серебряный призёр чемпионата мира среди юниоров: 1992

 Серебряный призёр чемпионата России по мини-хоккею: 2002

 Бронзовый призёр чемпионата России по мини-хоккею: 2001

- В списке 22-х лучших игроков сезона: 1995

## Тренерская карьера
Работает с детско-юношескими командами «Кузбасса». В 2012 году его воспитанники стали серебряными призёрами первенства России среди юниоров, сборная Кемеровской области — серебряным призёром II зимней Спартакиады молодежи России. В 2016 году команда «Кузбасс-2003» стала победителем всероссийских соревнований на призы клуба «Плетёный мяч» среди юношей не старше 13 лет. По итогам сезона 2015/16 вошёл в число лучших детских тренеров страны. В 2020 году «Кузбасс-2003» стал серебряным призёром первенства России среди старших юношей.

### Комментарии
1. ↑  Количество игр и голов за клуб(ы) в высшем дивизионе чемпионатов СССР/СНГ/России